# Tony Barnett
Anthony Barnett, detto Tony (Melbourne, 11 agosto 1952), è un ex cestista australiano.

## Carriera
Con l'Australia ha disputato i Giochi olimpici di Montréal 1976.